# Decio Lucio Grandoni
Decio Lucio Grandoni (* 7. April 1928 in Todi, Provinz Perugia; † 22. März 2006) war ein italienischer römisch-katholischer Geistlicher, der zuletzt von 1986 bis 2003 Bischof von Orvieto-Todi war.

## Leben
Nach dem Besuch der Priesterseminare von Todi und Assisi empfing er am 22. Oktober 1950 die Priesterweihe, woraufhin er anschließend Priester der Gemeinde San Benedetto in Todi wurde. Danach war er Kapitular der Kathedrale von Todi, ehe er im Mai 1969 Generalvikar des Bistums Todi wurde.
Nach mehr als zwanzigjähriger Tätigkeit als Priester wurde er am 22. Juli 1972 zum Weihbischof in Foligno bestellt sowie zum Titularbischof von Atella ernannt. Die Bischofsweihe spendete ihm Carlo Confalonieri, Kardinalpräfekt der Kongregation für die Bischöfe, am 9. September 1972; Mitkonsekratoren waren Virginio Dondeo, Bischof von Orvieto und Todi, und Siro Silvestri, Bischof von Foligno.
Nach dem Tod von Bischof Virginio Dondeo wurde er am 12. Dezember 1974 als dessen Nachfolger zum Bischof von Orvieto sowie zum Bischof von Todi ernannt. Nach der formellen Zusammenlegung der beiden Bistümer war er seit dem 30. September 1986 Bischof von Orvieto-Todi und bekleidete dieses Amt bis zu seinem Rücktritt am 8. November 2003.
Als Bischof wirkte er an den Bischofsweihen von Ennio Antonelli (1982), Arduino Bertoldo (1992) sowie Giovanni Scanavino (2003) mit.